# Turkse boog

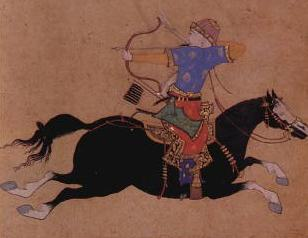
Miniatuur met schutter te paard

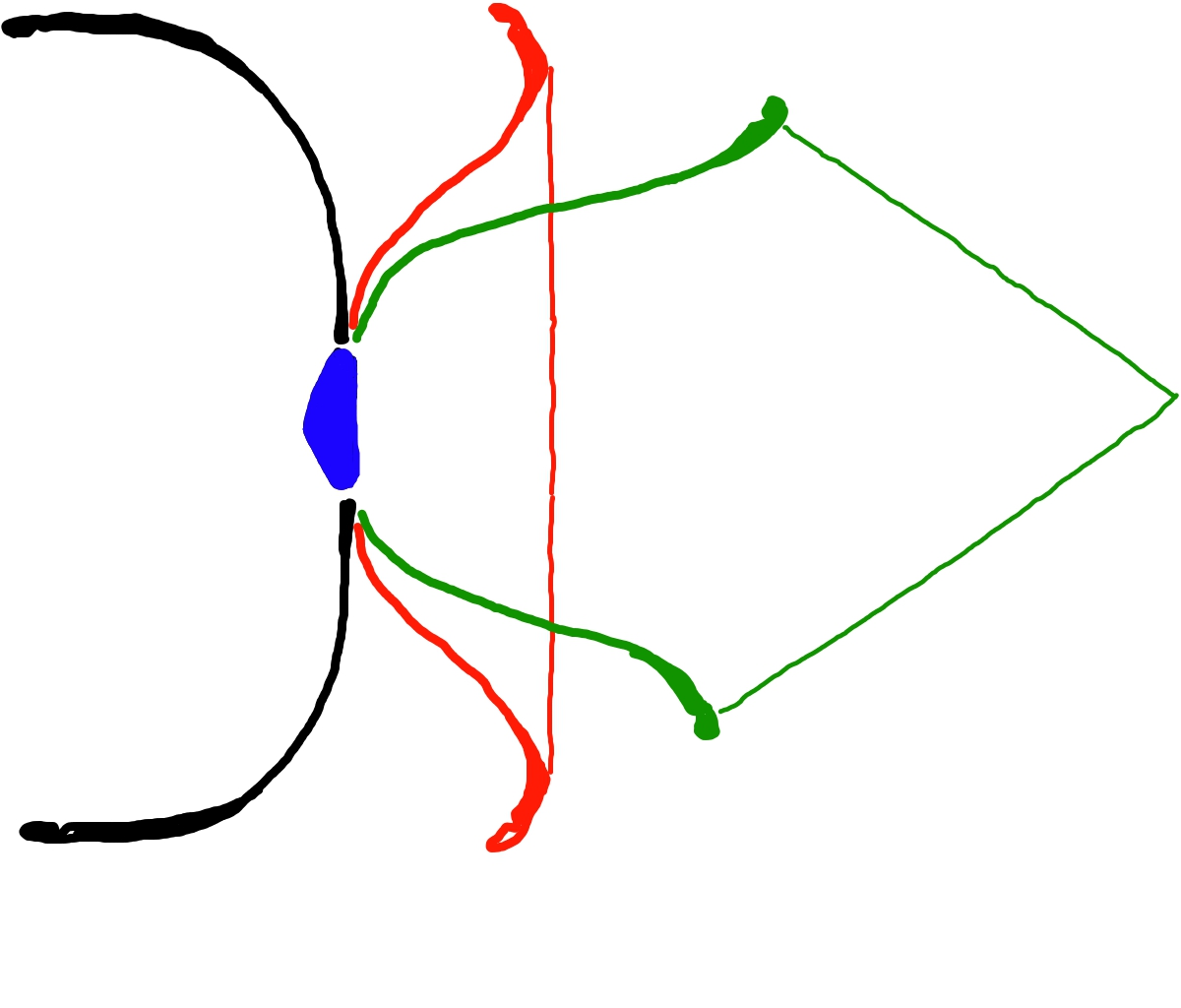
Buigingsprincipe:
zwart - onbespand
rood - bespand
groen: aangetrokken

De Turkse boog of Osmaanse boog is een recurveboog die in het Osmaanse leger gebruikelijk was.

## Geschiedenis
De bogen die de Seltsjoeken bij de verovering van Klein-Azië inzetten, waren een variant van de in Centraal- en Oostazië gebruikelijke recurvebogen. Ze speelden een grote rol bij de krijgsstrategie, waarbij een hit-and-run-strategie van schutters te paard verkozen werd boven man-tegen-mangevechten. Vanaf het begin van de 15e eeuw bedreven de Turken de schutterij binnen speciale instituties met de naam okmeydan, wat als de wieg van de sportschutterij gezien wordt.

## Bouwwijze
Typisch voor de Turkse boog is de extreme teruggebogen lijn in de onbespande toestand, waarbij bij sommige vormen de punten elkaar raken. De boog is gelaagd opgebouwd ("composietboog"), met een kern van hout (meestal esdoorn), de achterkant van hoorn en een voorkant van dierenpezen. De lagen worden met dierlijke lijm onder druk met elkaar verenigd. Moderne varianten maken ook gebruik van glasvezel, hardhout en epoxyhars.
De typische lengte van een Turkse boog lag tussen 106 en 120 cm en was daarmee korter dan de meeste recurvebogen uit Azië.
De uiteinden ("siyah") en het centrale handvat waren solide en bogen zich niet, zodat de buiging in het stuk hiertussen plaatsvond.

## Gebruik
Door de extreme vorm is het bespannen relatief moeilijk. Er bestaan hiervoor meerdere technieken, onder andere door hulp van een extra spansysteem met touwen. De bogen worden nog steeds vervaardigd, hoewel de bogen van de oorspronkelijke materialen erg duur zijn. Ze worden tegenwoordig vooral voor sportschieten ingezet.